# CCD Minas de Argozelo
El Centro Cultural Desportivo Minas Argozelo es un equipo de fútbol de Portugal que juega en la Liga Regional de Bragança, cuarta categoría de fútbol en el país.

## Historia
Fue fundado en el año 1975 en la ciudad de Argozelo en el distrito de Braganza pero fue hasta la temporada 2014/15 que consigue algo relevante al lograr el ascenso al Campeonato de Portugal por primera vez en su historia, saliendo de las divisiones regionales. En ese mismo año logra jugar en la Copa de Portugal por primera ocasión, donde fue eliminado en la segunda ronda.
En la temporada 2015/16 juega en el campeonato de Portugal, pero en ese año desciende de nuevo a las divisiones regionales, aunque juega por segunda ocasión en la Copa de Portugal, donde vuelve a ser eliminado en la segunda ronda tras haber perdido ante Sertanense 1-3.
En la temporada 2016/17 gana el título de la liga regional y regresa al Campeonato de Portugal para la temporada 2017/18.

## Palmarés
- Liga Regional de Bragança: 2

2014/15, 2016/17